# 太阳升站
太阳升站是位于中华人民共和国黑龙江省大庆市大同区的一个铁路车站，建于1966年，有通让铁路经过该站，现办理客货运业务，车站及其上下行区间均已电气化。车站距离通辽站332公里，隶属中国铁路沈阳局集团白城车务段，是四等站。该站为沈阳局集团在通让线上与中国铁路哈尔滨局集团的局界站。

## 旅客列车
目前车站仅有一趟旅客列车停靠，为齐齐哈尔至大连的K1230次列车。